# Musée d'Ethnographie de l'université de Bordeaux
Le musée d'Ethnographie de l'université de Bordeaux est un musée universitaire installé depuis 1894 dans les locaux de la faculté de pharmacie et de médecine de Bordeaux (aujourd'hui connus comme l'université des sciences humaines et sociales de Bordeaux). Le musée est abrégé avec les initiales MEB, signifiant musée d’Ethnographie de Bordeaux. Il dispose d’un fonds rassemblant près de 6000 objets ethnographiques issus de 5 continents différents.

## Historique

### Contexte historique
La création du musée en 1894 est à replacer dans le contexte de la seconde moitié du XIXe siècle. Cette époque est marquée par un intérêt croissant des grandes puissances européennes dont fait partie la France pour les missions géographiques de découverte à des fins impérialistes. C’est également à cette époque que beaucoup de vocations nouvelles naissent, telles que : missionnaires, négociants et explorateurs. Ces nouveaux métiers sont à la source de nombreuses constitutions de collections ethnographiques. Le grand public est également curieux des nouvelles populations découvertes et les médias alimentent cet intérêt notamment en publiant de nombreux récits de voyageurs. On peut retrouver ces récits dans : Le Tour du monde, Le journal des voyages, Le petit journal illustré.

### Création du musée à Bordeaux

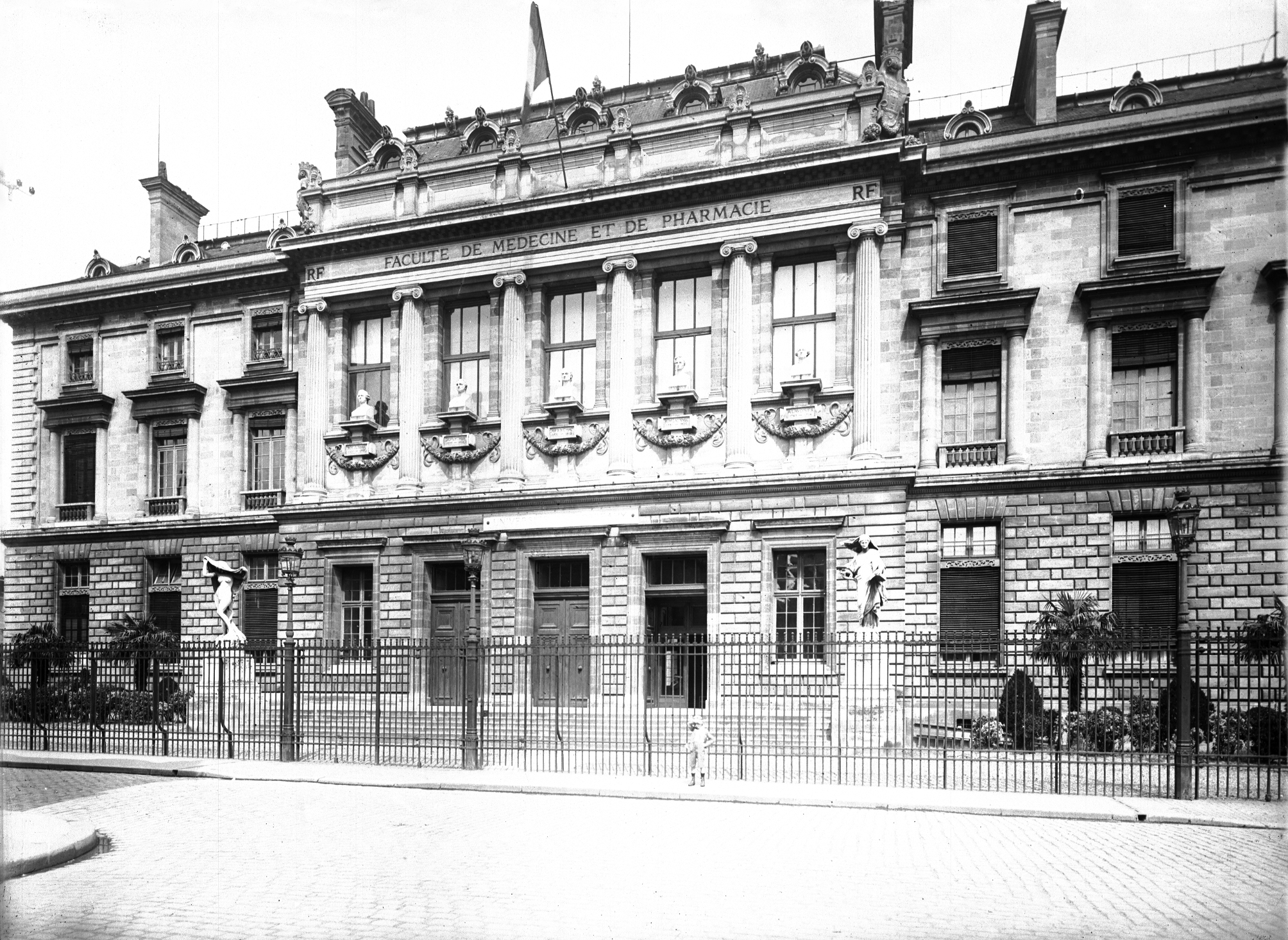
Archives photographiques de BabordNum : Façade de l'ancienne université de médecine et de pharmacie de Bordeaux, 1900.

Il existait à Bordeaux des conditions favorables à la création d’un musée d’ethnographie. Les grands voyages étaient réalisés sur des paquebots ou des cargos, et Bordeaux, alors ville portuaire, était un point de départ et de transit de certaines excursions vers les « nouveaux mondes ». De nombreuses missions en Afrique ont été subventionnées par la Chambre de Commerce de Bordeaux qui, à la suite des retombées économiques de ces missions, était tout à fait favorable au développement et à l’accroissement de ces dernières. Ces nombreuses missions ont favorisé la création de « dynasties commerciales » entre de grandes familles bordelaises et les pays africains. On peut citer la famille Chevronel avec le Soudan, ou bien encore les Verdier en Côte d'Ivoire. C’est à cette même période qu’Émile Durkheim donne à la faculté des Lettres de Bordeaux ses premiers cours de sciences sociales, dans lesquels l’enseignement de l'ethnologie est intégré, ce qui favorise l'intérêt des jeunes élèves pour cette discipline alors nouvelle en France. En 1890 est ouverte à Bordeaux l’École principale de Santé de la Marine, lieu de formation des futurs médecins amenés à travailler dans l’Empire colonial. L’ouverture de cette école favorise le développement de la médecine tropicale. C’est donc en 1894 que le doyen de l’université, Monsieur Albert Pitres, met en place la création d’un institut colonial de la médecine exotique ainsi que d’un musée d'ethnographie et d’études coloniales, permettant ainsi aux élèves d’être sensibilisés aux cultures de leurs futurs patients. Le musée, dès sa création, est défini comme « un outil pédagogique à des fins citoyennes et humanistes ». En complément, un musée colonial et commercial est créé dans le jardin public en 1901, pour relancer le commerce local et les exportations coloniales.

### Architecture

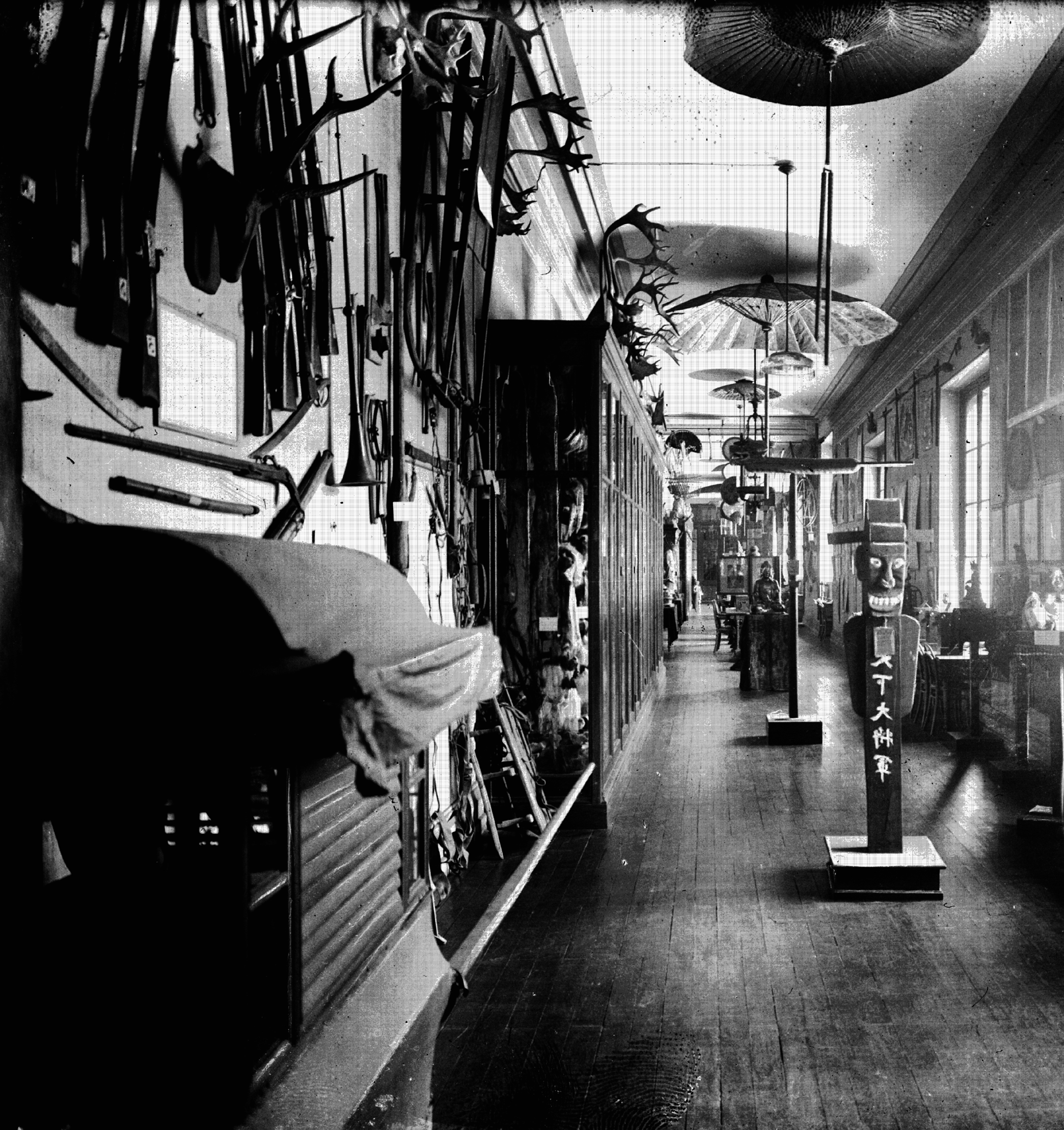
Archives photographiques de BabordNum : galerie sud du musée d’Ethnographie de l'université de Bordeaux, 1900.

Le musée se trouve au sein de l’université de Bordeaux, située place de la Victoire, qui était lors de son ouverture une faculté de Médecine et de Pharmacie. La construction de l’université de Bordeaux date de 1880 et elle est achevée en 1888. Elle est réalisée par l’architecte Jean-Louis Pascal. L’architecture est néo-classique à dominante ionique. C’est ce même architecte qui réalise en 1902 une extension du bâtiment. Dans cette extension se tient le musée actuel. Cependant en 1906, le musée se tenait dans les galeries Nord et Sud de la faculté mixte de Médecine et de Pharmacie.  Le bâtiment est inscrit sur la liste des monuments historiques depuis 2016.

### Figures tutélaires
La création du musée est attribuée au doyen Pitres, cependant son activité et son rayonnement sont dus à l’investissement de beaucoup d’autres acteurs.
De 1894 à 1914, le musée est dirigé par le professeur de Médecine Monsieur Le Dantec en association avec Paul Lemaire, secrétaire général de la faculté. Ce dernier participe activement au développement du musée, et devient conservateur du musée en 1899 jusqu'à sa mort en 1915. Pendant une quinzaine d’années, il obtient de nombreuses subventions lui permettant de faire vivre le musée. 
Entre 1952 et 1954, Monsieur Metais devient le premier professeur d’ethnologie de la faculté de Bordeaux et œuvre à la renaissance du musée, notamment par la mise en place de petites expositions temporaires. Il réalise aussi le premier travail d’inventaire général des collections. En 1978, Christian Meriot devient directeur du musée et participe également à la remise en place du musée ainsi qu'à la création de nombreuses expositions. Il porte le projet d’une réouverture au public. Depuis 2003, Sophie Chave-Dartoen, maître de conférence à la faculté d’anthropologie sociale-ethnologie de Bordeaux, a pris le poste de directrice du musée, et s’engage à ce que l'établissement réponde aux fonctions fondatrices d’un musée : l’exposition et la conservation des collections, le développement de la recherche sur ses collections, le développement d’une médiation au sein du musée ainsi que la création d’un projet muséal. De nombreuses expositions temporaires ont été créées depuis 2003.

### Âge d'or, déclin et réouverture
De 1894 à 1914, le musée se développe et accroît ses collections de façon considérable par des dons de collectionneurs, des legs et des achats. Des budgets sont alloués pour la création de nouvelles vitrines, moulages et reconstitutions de scènes vivantes. Le musée obtient une reconnaissance au rang national dès 1900. Il est reconnu par les grands acteurs culturels de l’époque et notamment par Emile Guimet en 1904 qui décrit : « un musée somptueux (..) installé avec beaucoup de goût et de science ».
On constate au lendemain de la Première Guerre mondiale une baisse d’activité du musée. Les collections sont mises en caisses dans les combles de la place Victoire ou bien entassées dans des vitrines. Une des dernières sources archivistiques date de 1923. De 1923 à 1954, aucune source archivistique ne mentionne le musée d’Ethnographie et ce dernier tombe dans l’oubli. En 1952, une reprise des activités du musée est constatée avec l'arrivée de monsieur Metais au poste d’enseignant en Ethnographie à l’université de Bordeaux, puis par la suite par l'arrivée de Monsieur Meriot. Ce dernier porte le projet de réouverture du musée dès 1988, qui aboutit finalement à la réouverture du musée au public en 2011. Le bâtiment est complètement réaménagé avec un espace de réserve au sous-sol, un espace d’exposition au premier étage ainsi qu’un espace administratif au premier étage.

## Collections du musée

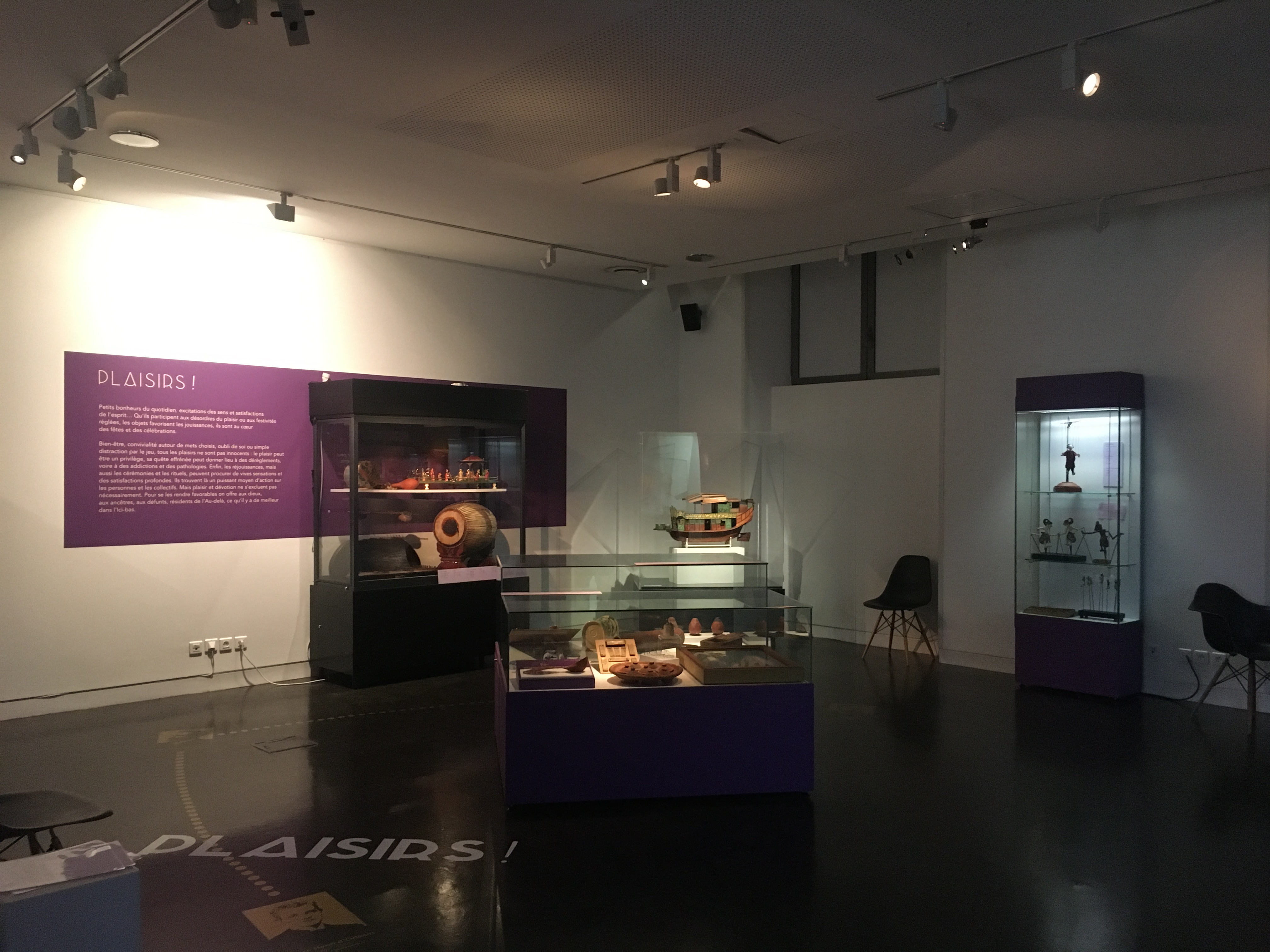
Photo de l'exposition "Best Of, regard sur les collections" du musée d’Ethnographie de l'université de Bordeaux.

### Collection
Le Musée dispose d’un fonds rassemblant près de 6 000 objets, venant principalement d’Asie, d’Afrique, d’Arctique, d’Amérique et d’Océanie. Les collections provenant d’Asie, et plus précisément de l’ancienne Indochine, d’Asie centrale et de comptoirs chinois et sibériens, sont les plus importantes.
Les fonds ont été pour la plupart collectés à la fin du XIXe siècle et un bon nombre des œuvres sont issues du musée d'Ethnographie du Trocadéro (aujourd’hui musée de l'Homme). Le musée étant situé dans l’ancienne faculté de médecine et de pharmacie de Bordeaux, certaines œuvres sont issues de collections de médecins militaires lors de voyages en outre-mer et d’autres proviennent d’achats ponctuels. Il s’agit principalement d’objets vernaculaires de la vie quotidienne. On y trouve donc des objets en lien avec différentes croyances, des vêtements et parures, des soins du corps, de l’artisanat, etc.

### Fonds de réserve
Le musée dispose d’une réserve de  370 mètrescarrés dans les sous sols du bâtiment, divisée en 4 salles de réserve. Cette réserve dispose d’un fonds considérable d’œuvres classées par zones géographiques représentant 5 continents. La totalité des fonds non exposés dans l’espace du musée se trouve dans la réserve, soit près de 6 000 objets répartis sur 1 150 mètres linéaires d’étagères. La température est limitée à 20° dans les salles et l’hygrométrie à 55% maximum.

### Photothèque
Le musée dispose également d’une photothèque comptant 8 000 clichés sur plaque de verre, 2 000 objets et 2 000 diapositives, pour un total de 12 000 photographies. Ce fonds photographique est composé essentiellement de clichés réalisés lors de missions ethnographiques de différentes époques (anciennes et contemporaines), de photographies représentant des scènes de la vie quotidienne et mettant en scène la production artisanale, les croyances, l’architecture, l’art ou encore les événements, et également de photographies d’objets présents dans les collections du musée.

### Collection en ligne
Le site internet du musée propose une collection en ligne. Le site propose deux catégories : les collections d’Asie et les instruments de musique et objets sonores.
Pour ce qui est des collections d’Asie, on y retrouve des fonds ethnographiques issus d’une zone s’étendant de la Turquie au Japon comprenant des objets témoignant de la vie culturelle, sociale, artistique ou encore cultuelle. Le site propose différentes sous-catégories : 
- Samarkand,
- Agriculture et élevage,
- Michaël Dhoste (1877-1948),
- Japon
- François-Xavier Brau de Saint Pol Lias.

Chaque sous catégorie propose un paragraphe introductif explicitant la classification des instruments, les critères auxquels un instrument doit répondre afin d’appartenir à cette classification et un court lexique des termes utilisés en musicologie. La catégorie des cordophones propose ensuite différents groupes : les harpes, les harpes-luths, les luths, les vièles, Pluriarc, les cithares et Lyre. La catégorie des aérophones est divisée entre flûtes, orgues à bouche, hautbois et trompes. Celle des idiophones regroupe les cloches, les sistres, les cymbales, les grelots, les xylophones, les tambours de bois à fente, les instruments pilonnés, les hochets, les gongs, les guimbardes, les lamellophones et les sonnailles. Et enfin, celle des membranophones propose directement une liste des instruments, leurs photos et leurs fiches de renseignement.
Chaque catégorie recense des photographies de différents instruments ainsi que leur fiche de renseignement. On trouve sur cette fiche le numéro d’inventaire, le domaine correspondant, la dénomination de l’instrument, son appellation vernaculaire, son auteur, la collection à laquelle il appartient, le lieu de création, le nom du collecteur ou découvreur de l’objet, la technique et les matériaux utilisés, la description en langage naturel, les dimensions de l’instrument ainsi que sa localisation actuelle.
Le site internet de la collection en ligne donne également la possibilité de faire une recherche multi-critères, c’est-à-dire une recherche avancée, en partant d’informations possédées comme la dénomination, le domaine, la collection, la fonction, l’auteur, le lieu de création, le nom géographique ancien, la technique et les matériaux, la commune ou le code postal pour trouver une œuvre dans la collection en ligne.

### Archives
Le musée dispose d’un fonds d'archives recensant de nombreux manuscrits et archives datant de la création du musée. Certains de ces documents d’archive sont disponibles sur la plateforme babordnum, bibliothèque numérique patrimoniale du réseau documentaire des universités de Bordeaux (université Bordeaux-Montaigne, Institut polytechnique de Bordeaux, Sciences-Po Bordeaux et Bordeaux Sciences Agro).

### Expositions passées

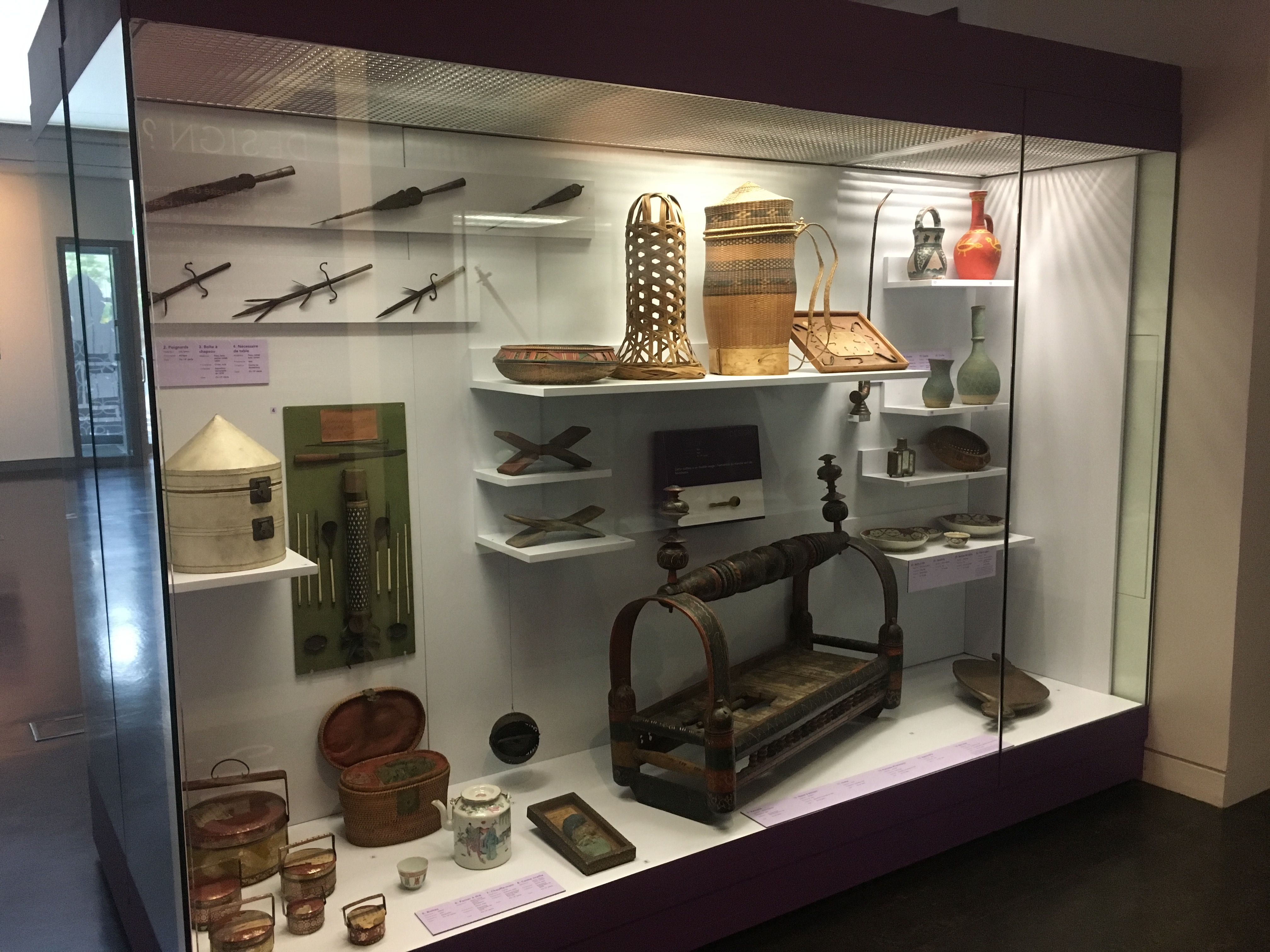
Photo de l'exposition "Best Of, regard sur les collections" du musée d’Ethnographie de l'université de Bordeaux.

Depuis son ouverture en 1894, le musée a monté de nombreuses expositions. Les expositions datant d’avant 1979 ne sont pas référencées et celles de 1979 à aujourd’hui sont listées sur le site internet du musée : 
- Chaussures et Sociétés, du 15 décembre 1979 au 31 janvier 1980[14]
- Fumées et Sociétés, du 15 décembre 1982 au 31 janvier 1983
- La mission Dakar-Djibouti 1931-1933, du 15 décembre 1984 au 31 janvier 1985
- Ancêtres et Sociétés à Madagascar, du 2 mai au 16 juin 1985
- Art et ethnologie au Groenland, du 12 mai au 14 juin 1986
- Nanook et Flaherty : les origines du film ethnographique, du 16 mai au 17 juin 1988
- Textiles africains et malgaches, du 5 mai au 10 juin 1988
- Des mondes à part : droit des minorités aborigines, du 8 au 29 juin 1990
- Jean-Baptiste Charcot et l’Antarctique : la mission de la “Française” (1904), du 7 au 27 janvier 1991
- Entre voisins : ethnologie urbaine et photographie, du 11 au 29 mars 1991
- Australie : Terre aborigène, du 13 mai au 7 juin 1992
- Identité et création en prison, du 11 mai au 11 juin 1992
- Baguettes et pinceaux, du 1er au 15 octobre 1992
- De l’arc au piano, du 19 au 28 octobre 1992
- Spiritualité et culture à Java, du 23 novembre au 18 décembre 1992
- Les Sociétés de l'Eurasie arctique, du 16 mai au 18 juin 1994
- L’Asie des voyageurs du XIXe siècle : vêtements et parures, du 13 novembre au 15 décembre 1995
- Splendeurs du Yémen, du 2 au 20 décembre 1996
- Guerre et violence : les fascinations esthétiques, du 1er avril au 16 mai 1997[15]
- Voyages dans les trames : à la découverte des vêtements du MEB, du 9 au 24 juin 2002
- Jonques, une collection du musée d’Ethnographie de l’université Bordeaux-Segalen, du 4 janvier 2011 au 30 mars 2011
- Dynamiques océaniennes, du 14 mai au 10 juin 2011
- En-quête de santé, du 17 novembre 2011 au 31 mai 2012
- Paroles d’Afrique, du 23 octobre 2012 au 31 mai 2012 avec des interventions de Suzy Platiel.
- Iwalewa, du 10 septembre 2013 au 10 octobre 2013
- La monnaie en cinq pièces, 19 novembre 2013 au 30 mai 2014
- (Extra)ordinaire quotidien, Patrimoine culturel immatériel en Aquitaine, du 18 septembre 2014 au 29 mai 2015.
- « Si loin, si proche », Objets d’ailleurs dans les intérieurs européens, du 19 novembre 2015 au 27 mai 2016.
- "Best Of", un regard sur les collections, du 14 septembre 2016 au 1er juin 2018.
- Textile(s) 3D, du 21 septembre 2020 au 28 mai 2021
- Les grandes figures de l'Histoire contemporaine en Afrique de Dialiba Konaté, en janvier 2021
- La Fabrique des Innovations - Les coulisses de la recherche en santé, de janvier 2022 à mai 2023
- Le Monde en résonances, du 16 septembre 2023 au 30 mai 2025

## Inventaire du fonds colonial
Depuis 2023, un projet d'inventaire des collections d’origine subsaharienne est en cours dans six musées d'histoire de Nouvelle-Aquitaine : musée d’Aquitaine, musée d’Angoulême, muséum de La Rochelle, musée d'Art et d'Archéologie du Périgord, musée Hèbre de Rochefort, et musée d’ethnographie de l’université de Bordeaux. Intitulé Anada (Afriques-Nouvelle-Aquitaine : décolonisation des arts), le projet est coordonné par l'enseignante-chercheuse Sophie Chave-Dartoen, également directrice du Musée d’ethnographie de Bordeaux.
Dans un premier temps, le projet consiste à enquêter pour établir les provenances des collections régionales originaires d’Afrique, puis dans un second temps, à identifier les œuvres problématiques ou importantes du point de vue des communautés et des États d’origine. Ce patrimoine colonial, acquis dans les grands ports et foires coloniales, est principalement issu des campagnes militaires ou de traite négrière, et des missions religieuses ou ethnographiques. Souvent arrivées en France sur la base de « relations dissymétriques », certaines de ces pièces peuvent éventuellement faire l'objet d'une restitution officielle si elles sont réclamées par les anciennes colonies.
Devant l'ampleur de la tâche, la priorité est donnée aux collections provenant du Cameroun, du Gabon, du Burkina Faso et de la Côte d’Ivoire, partenaires avec lesquels différentes opérations sont déjà en cours.

## Le musée aujourd'hui

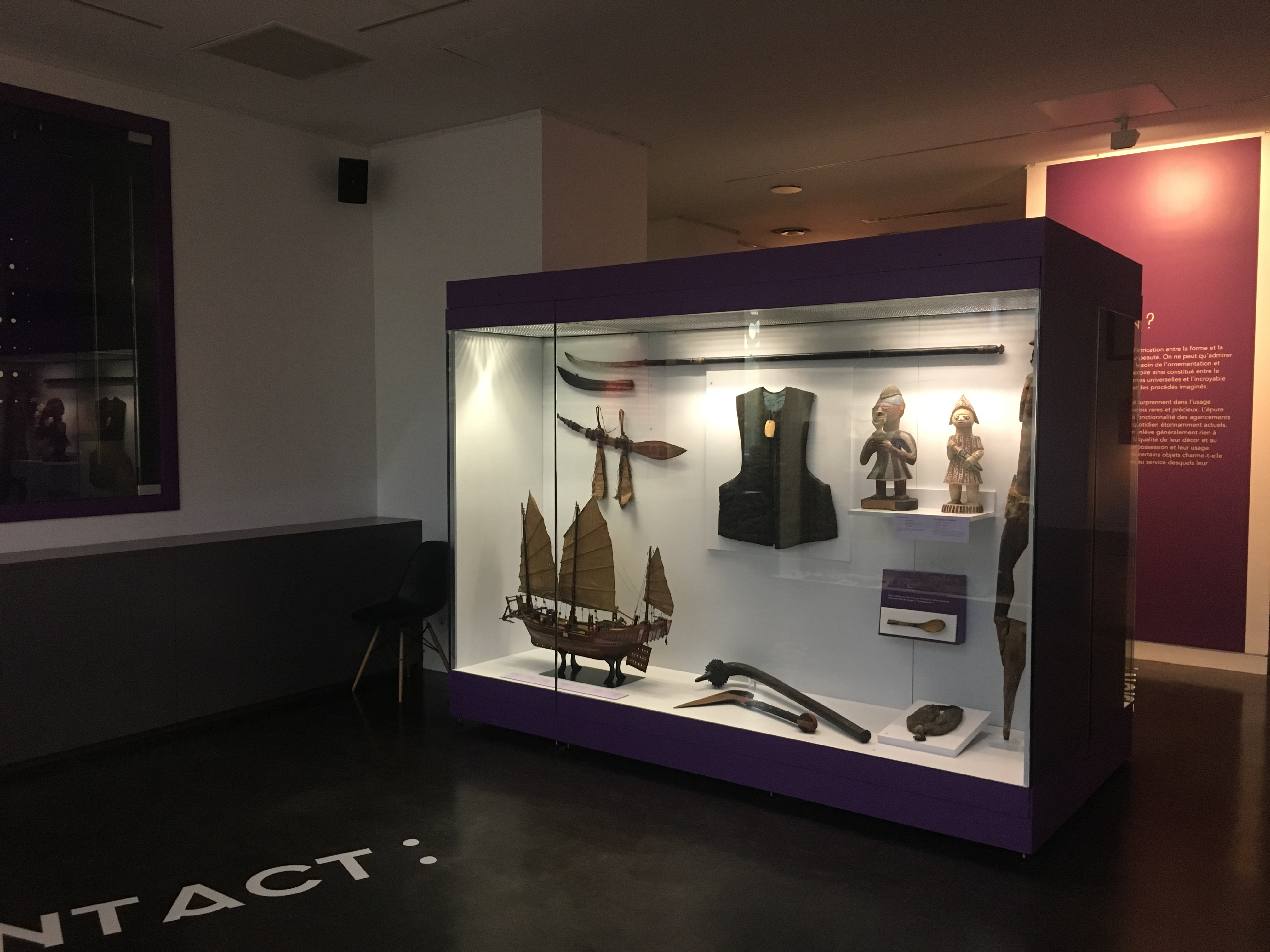
Photo de l'exposition "Best Of, regard sur les collections" du musée d’Ethnographie de l'université de Bordeaux.

### Fonctionnement du musée
Le musée dépend de l’université de Bordeaux, et plus particulièrement du pôle FIPVU (Formation Insertion Professionnelle et Vie Universitaire), sous le contrôle de la directrice du musée, Sophie Chave Dartoen. Elle est assistée d’une direction adjointe, composée d’un service administration, archives et documentation, d’un service exposition et médiation et d’un service collections. Les médiateurs culturels, sous la tutelle du service exposition et médiation sont en partie recrutés parmi les étudiants de l’université, ou en service civique. Le musée, situé donc au cœur de l’université propose de ce fait un accès libre, soumis aux contraintes d’ouverture de l’université. Il est le seul musée d’ethnographie rattaché à une université en France.

### Communication numérique
Le musée utilise beaucoup d’outils pour sa communication numérique, notamment les réseaux sociaux. Cette présence sur les réseaux sociaux montre l’adaptation du musée à ces nouveaux modes de communication et dynamise son activité.